# Cristóbal de Aguilar

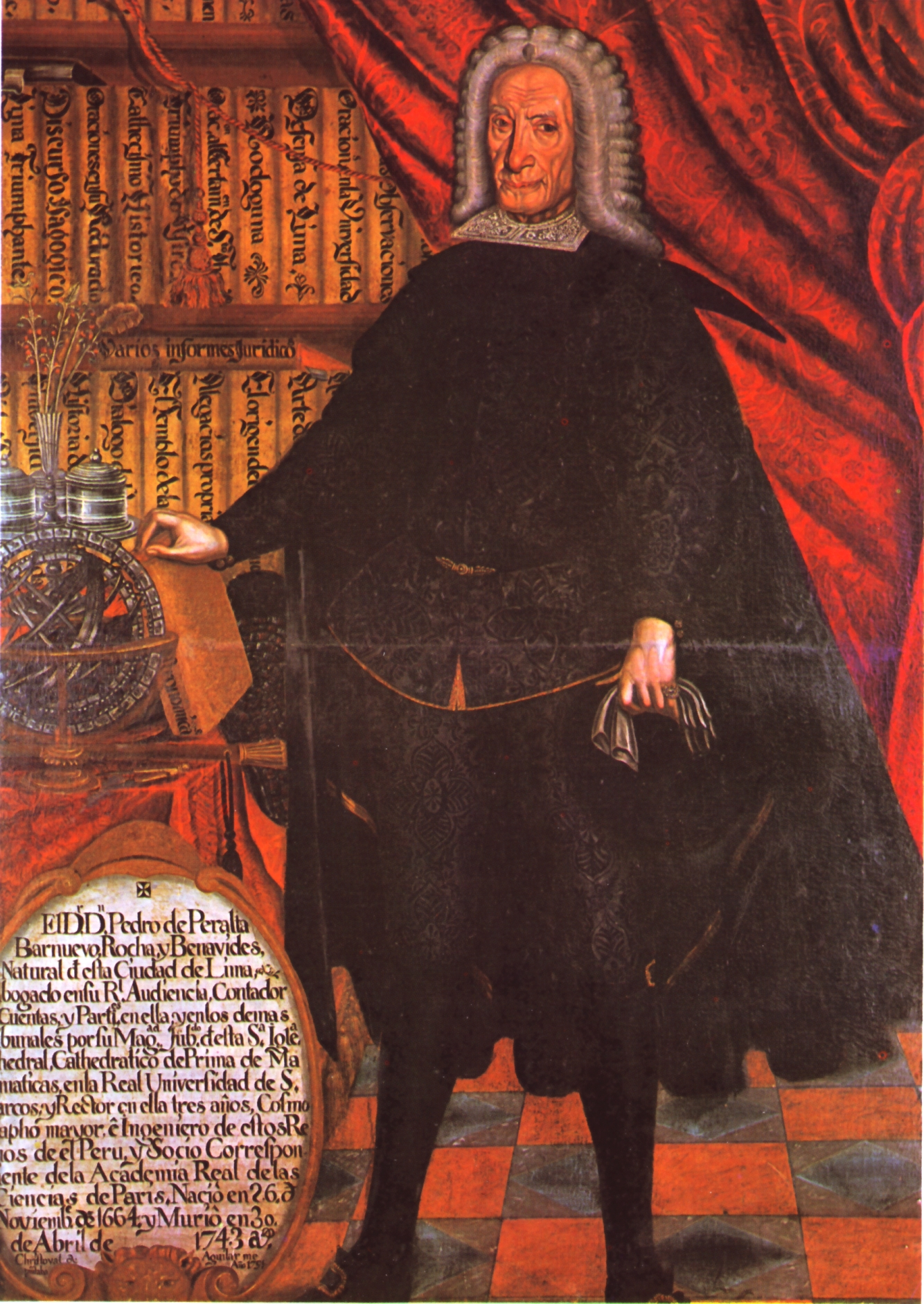
Pedro de Peralta Barnuevo, 1751, oli sobre llenç, 165 x 123 cm. Lima, Museu d'Art de San Marcos

Cristóbal d'Aguilar (Lima, segle xviii) va ser un pintor crioll, especialitzat a retratar als membres de la noblesa de Lima i l'elit política del Virregnat del Perú.
Aguilar havia iniciat la seva carrera com a retratista de monges, frares i catedràtics universitaris. Cap a 1756, per exemple, retratava a la religiosa sor María de l'Esperit Sant Matoso. Abans havia plasmat la coneguda imatge pòstuma de l'escriptor de Lima Pedro de Peralta Barnuevo.
L'estima pel seu treball es va incrementar notablement en ser convocat per Amat, quan l'enfrontament amb la classe dirigent de Lima va distanciar al Virrei de Bravo de Lagunas i tal vegada del mateix Cristóbal Lozano, l'altre gran pintor de l'època. Aguilar va representar diverses vegades a Amat, encara que la seva imatge més coneguda ho mostra en 1771 com a protector del monestir de les Natzarenes.
D'aspecte una miqueta arcaïtzant, els retrats d'Aguilar combinen un realisme incisiu en la descripció de rostres i mans, mentre que els pesats cortinatges i l'entorn decoratiu evidencien certa rigidesa d'execució, sobretot si es comparen amb els ampul·losos draps i el refinament cromàtic de Lozano.